# Eusandalum dezorti
Eusandalum dezorti är en stekelart som beskrevs av Boucek 1967. Eusandalum dezorti ingår i släktet Eusandalum och familjen hoppglanssteklar.
Artens utbredningsområde är Tjeckien. Inga underarter finns listade i Catalogue of Life.